# St. Georg (Eggstätt)

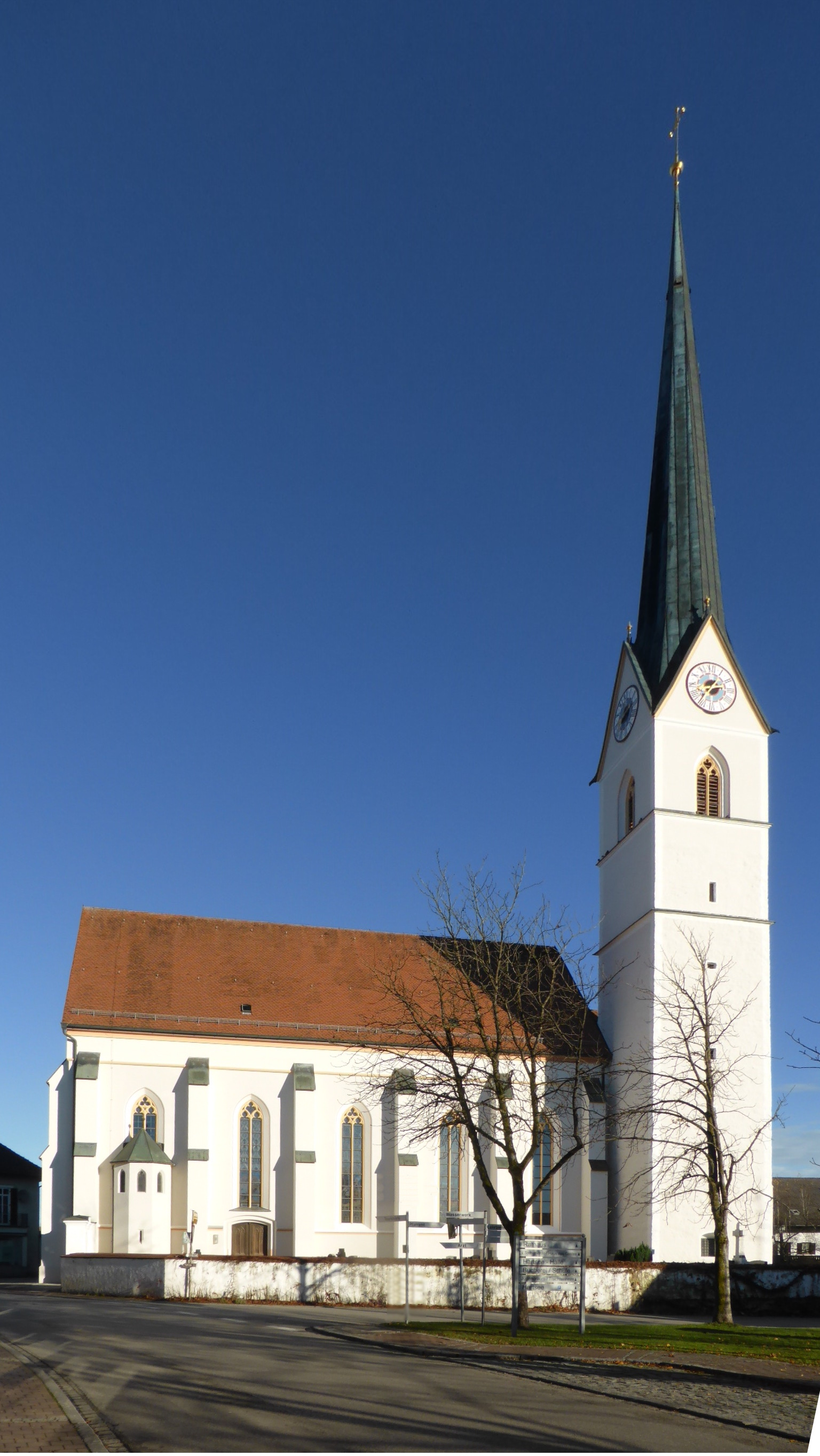
St. Georg in Eggstätt

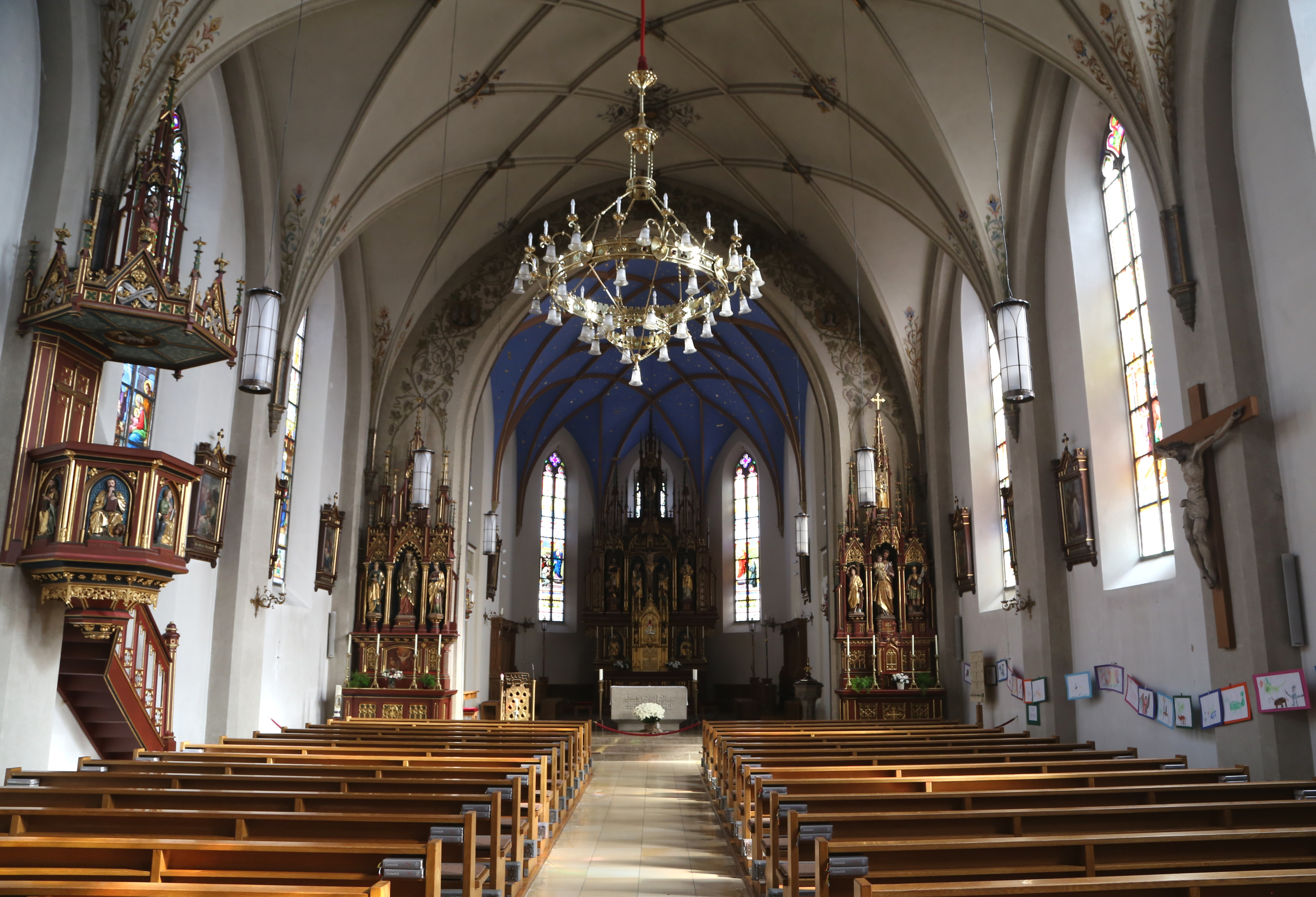
Innenraum

Die römisch-katholische Pfarrkirche St. Georg steht in Eggstätt, einer Gemeinde im oberbayerischen Landkreis Rosenheim. Das Bauwerk ist in der Liste der Baudenkmäler in Eggstätt als Baudenkmal unter der Nr. D-1-87-125-3 eingetragen. Die Kirche gehört zum Dekanat Rosenheim im Erzbistum München und Freising.

## Beschreibung
Die neugotische Saalkirche wurde 1866–68 nach einem Entwurf von Johann Marggraff errichtet. Sie besteht aus einem Langhaus, einem eingezogenen, dreiseitig geschlossenen Chor im Osten, die beide von Strebepfeilern gestützt werden, einer Sakristei an der Nordwand und einem Chorflankenturm an der Südwand des im Kern aus dem 15. Jahrhundert stammenden Chors. Der Turm wurde 1886 mit einem Glockengeschoss aufgestockt, in dessen Glockenstuhl vier Kirchenglocken hängen, und mit einem spitzen Helm bedeckt.
Die Kirchenausstattung wurde 1868–75 einheitlich neugotisch gestaltet. Die Glasmalereien in allen Fenstern stammen von Joseph Peter Bockhorni. Der Hochaltar, auf dessen Altarretabel die Kreuzigung dargestellt ist, wird von den Seitenaltären flankiert. 

## Orgel

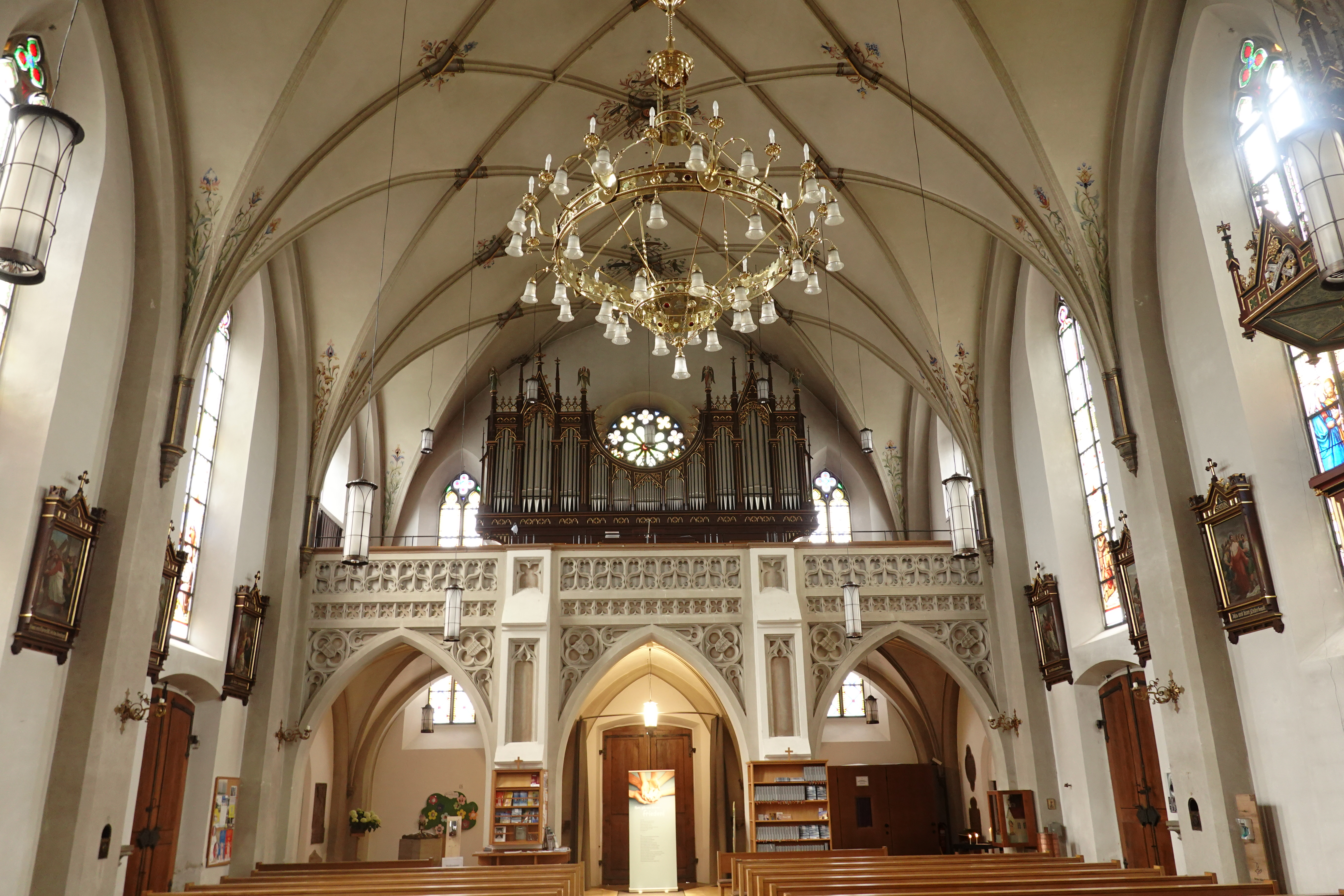
Orgel

Die rein mechanische Orgel auf der Empore mit 20 Registern auf zwei Manualen und Pedal wurde von Jakob Müller im Jahr 1871 erbaut. Es war das größte Instrument der Firmengeschichte. Die Disposition lautet:
| I Hauptwerk C–f3 |       |
| Bourdon          | 16′   |
| Principal        | 8′    |
| Principalflöte   | 8′    |
| Gamba            | 8′    |
| Gedeckt          | 8′    |
| Octav            | 4′    |
| Flöte            | 4′    |
| Flautino         | 2′    |
| Cornet II–IV     |       |
| Mixtur IV        | 1 ⁄3′ |

| II Mittelwerk C–f3 |    |
| Geigenprincipal    | 8′ |
| Salicional         | 8′ |
| Viola              | 8′ |
| Quintatön          | 8′ |
| Querflöte          | 4′ |
| Dolce              | 4′ |

| Pedal C–a |         |
| Violon    | 16′     |
| Subbaß    | 16′     |
| Quintbaß  | 10 2⁄3′ |
| Octavbaß  | 8′      |

- Koppeln: II/I, I/P
- Spielhilfen: Pleno (II + P), Auslösung